# 東坪冶銅鑄幣遺址
東坪冶銅鑄幣遺址位於四川省西昌市黃聯關，文物遺址年代判定為漢。1991年4月16日公佈為四川省第三批文物保護單位。

## 標題文字[2]
東坪冶銅鑄幣遺址，位於西昌城南30公里的黃聯關鎮東坪村，遺址有採礦區、冶煉區、作坊區、居住區和墓葬區，總面積為110萬平方米。地表上爐堆林立，發現有紅燒土、爐渣、銅礦石、木炭屑、耐火磚、菱形紋花邊磚、繩紋板瓦、簡瓦及陶器殘片等甚多。採集的遺物有：五銖錢及其銅母範、貨泉銅母範銅洗、銅釜銅錠、陶質條形范和餅形范。此外，還有獨木梯、礦井支架、鐵斧、鐵刀、鐵鑿和鑄有「蜀郡」銘文的鐵鍤以及捲雲紋瓦當、殘陶瓮、陶罐等。礦石標本經鑑定，系出自東約20公里螺髻山標本埝一帶的古銅礦。據此，該遺址是一處新莽至東漢時期的大型官辦煉銅鑄錢遺址。此處露於地表的煉爐清晰可辨，其形制主要有二：一為爐缸呈圓形，爐壁用耐火磚豎砌，爐底似鍋底狀，爐徑3～3.3米；二為橢圓形，爐壁用耐火磚豎砌，磚的兩面平抹一層耐火泥，爐缸內長徑在2米左右。烘范爐平面呈橢圓形，爐壁系耐火泥糊成，有的爐內尚殘留有木炭和陶質的陶表范。配料池、火道，分別用花邊磚、耐火磚嵌砌。
兩漢時期今西昌市系越巂郡治和邛都縣所在地，為川西南地區一大重鎮。有關該地產銅情況，《漢書·地理志》《華陽國志》等均有記載：「邛都，南山出銅」。遺址規模宏大，系列完整，是西昌地區迄今為止發現的唯一的一處大型漢代冶銅鑄幣遺址。東坪遺址的發現，對古代冶銅與鑄錢技術的研究，具有重要意義。